# Saint-Maurice (Bas-Rhin)
Saint-Maurice település Franciaországban, Bas-Rhin megyében. Lakosainak száma 331 fő (2022. január 1.). Saint-Maurice Dieffenbach-au-Val, Neuve-Église, Saint-Pierre-Bois, Thanvillé és Triembach-au-Val községekkel határos.

## Népesség
A település népessége az elmúlt években az alábbi módon változott:
| Lakosok száma | 397  | 410  | 405  | 367  | 345  | 341  | 338  | 329  | 331  |
|               | 2013 | 2015 | 2016 | 2017 | 2018 | 2019 | 2020 | 2021 | 2022 |